# أسامة عبد الجواد
أسامة عبد الجواد ممثل مصري.

## أعماله
له العديد من الأعمال التلفزيونية والسينمائية والإذاعية والمسرحية بالإضافة إلى دبلجة الرسوم المتحركة؛

### في المسرح
- اجري اجري

### سهرات تلفزيونية
- ليلة طويلة

### في الدوبلاج
- الثنائي المدهش (مخمخ ومشمش)
- ماجد اللعبة الخشبية

## روابط خارجية
- أسامة عبد الجواد على موقع قاعدة بيانات الأفلام العربية